# PFK Montana
PFK Montana (Bulgaars: ПФК Монтана) is een Bulgaarse voetbalclub uit Montana.
De club werd in 1947 opgericht als FK Hristo Michajlov na een fusie tussen YOE-BS 45 en Avram Stojanov. YOE-BS 45 was zelf een fusie tussen Botev, Joenak en Spartak Michajlovgrad, de toenmalige naam van de stad Montana. Van 1957 tot 1990 was de naam FK Septemvrijska Slava. De club speelde van 1994 tot 1997 voor het eerst in de Professional A Football Group. In 1996 werd de finale van de League Cup gehaald. Hierna zakte de club terug naar het derde niveau maar kwam in 2009 terug op het hoogste niveau door als eerste te eindigen in de Eerste Divisie West. In 2013 degradeerde de club. In 2015 promoveerde de club weer. In 2016 bereikte de club de finale van de Bulgaarse voetbalbeker maar degradeerde in 2017 wederom. In 2020 kon de club, dankzij een 3e plaats in de Vtora Liga, promotie afdwingen, maar na één seizoen degradeerde de club opnieuw.  

## Bekende (oud-)spelers
- Atanas Atanasov
- Stilijan Petrov

Pirin Blagoëvgrad · 
Dobroedzja Dobritsj · 
Marek Doepnitsa ·
Fratrija ·
Lokomotiv Gorna Orjachovitsa ·
Jantra · 
Litex Lovetsj · 
Loedogorets II ·  
Montana · 
Nesebar ·
Minjor Pernik ·
Belasitsa Petritsj ·   
Spartak Pleven ·   
Botev Plovdiv II ·
Doenav Roese ·
Stroemska Slava Radomir · 
CSKA 1948 Sofia II · 
CSKA Sofia II ·
Sportist Svoge · 
Etar Veliko Tarnovo